# Der Brocken
Pour plus de détails, voir Fiche technique et Distribution.
Der Brocken est un film allemand réalisé par Vadim Glowna, sorti en 1992.

## Synopsis
Après la réunification, sur l'île de Rügen, Ada Fenske est une grand-mère paisible. Soudain, tout le monde semble mystérieusement intéressé par l'achat de sa maison.

## Fiche technique
- Titre : Der Brocken
- Réalisation : Vadim Glowna
- Scénario : Knut Boeser et Christine Roesch
- Musique : Nikolaus Glowna
- Photographie : Franz Ritschel
- Montage : Karola Mittelstädt
- Production : Harald Reichebner
- Société de production : Ecco-Film
- Pays :  Allemagne
- Genre : Comédie
- Durée : 103 minutes
- Dates de sortie : 
  -  Allemagne : 23 avril 1992

## Distribution
- Elsa Grube-Deister : Ada Fenske
- Rolf Zacher : Zwirner
- Muriel Baumeister : Svetlana
- Ben Becker : Funke
- Günter Kornas : Solters
- Franz Viehmann : Fiedler
- Hans Jochen Röhrig : le pasteur Seidel
- Roman Silberstein : Hein Geerke
- Werner Schwuchow : Braeske
- Bruno Dunst : Schreker
- Wolf-Dietrich Berg : Naujok
- Heinz-Werner Kraehkamp : Raschke
- Ralf Sählbrandt : Benno
- Franziska Troegner : Trude
- Helga Gunkel-Adler : Mme. Solters
- Ernst Heise : le général
- Peter Mohrdieck : le major
- Otmar Richter : Brehme
- Udo Walz : l'avocat
- Horst Rehberg : Petersen
- Charlotte Hartung : Lisa
- Heinz Berlau : Fritz
- Myriam Stark : Linda
- Rita Feldmeier : l'employée de la banque
- Cornelia Hoernicke : Nicolette
- Uwe Steffenhagen : Willi
- Ingo Jordan : Richard
- Anneliese Bleek : Irmela

## Distinctions
Le film a été présenté en sélection officielle en compétition lors de Berlinale 1992.